# طرديلن صوفي
طرديلن صوفي (الاسم العلمي: Tordylium lanatum) هو نوع غير مؤكد من النباتات يتبع جنس الطرديلن من الفصيلة الخيمية.